# Sci di fondo paralimpico

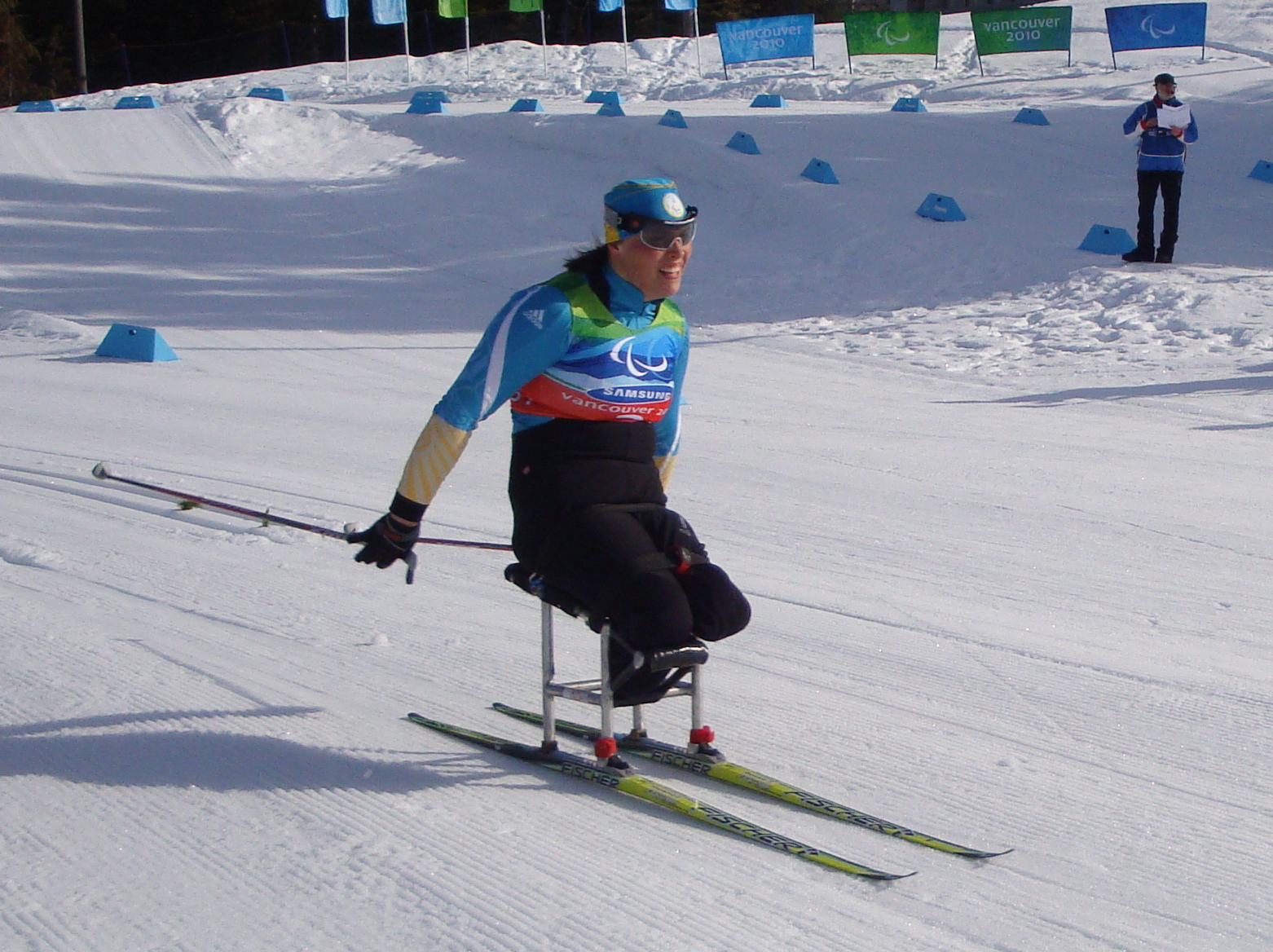
Olena Iurkovska alle paralimpiadi di Vancouver 2010

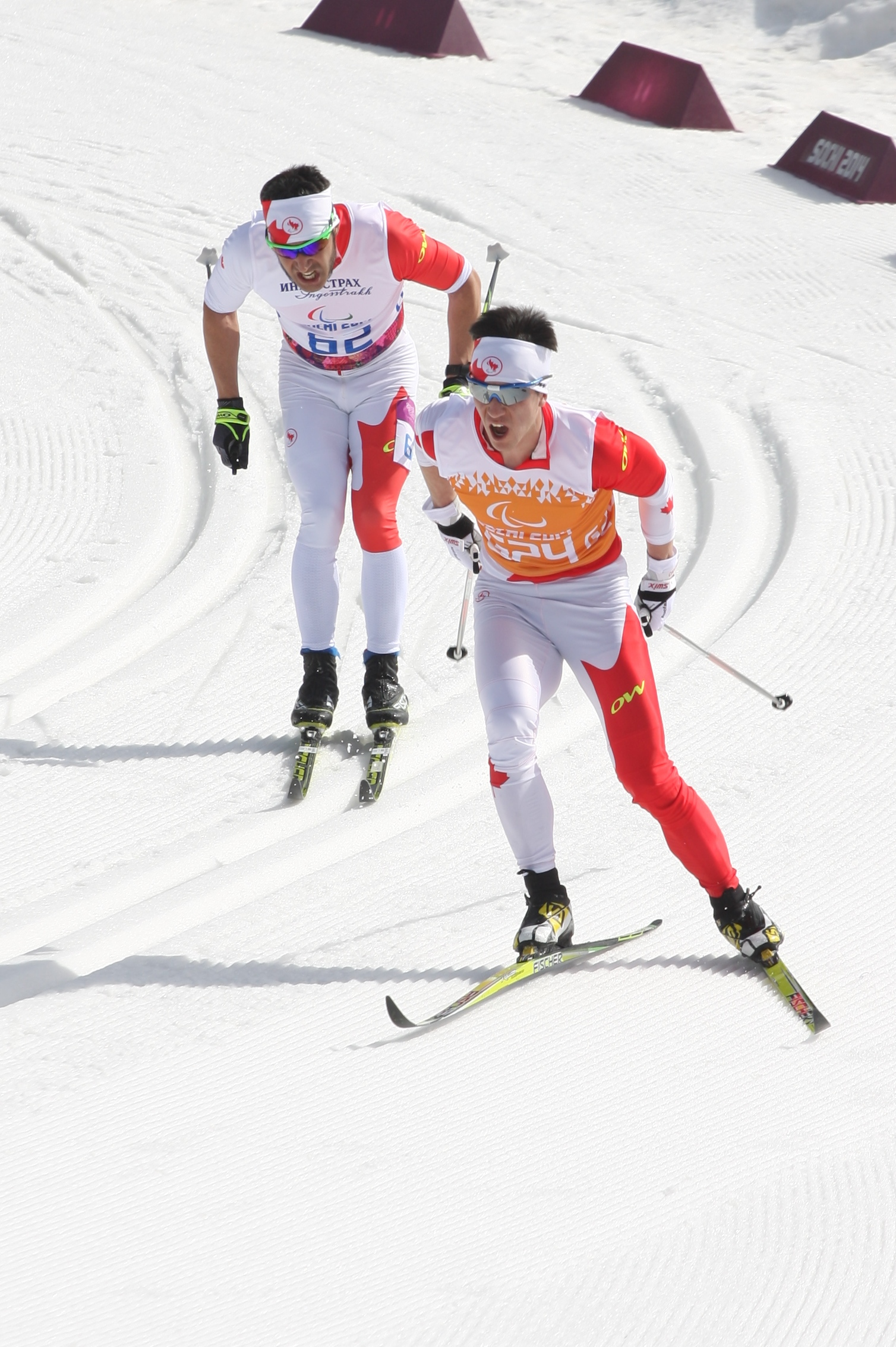
Brian McKeever, guidato dal fratello Robin (Soči 2014)

Lo sci di fondo paralimpico è uno sport invernale che può essere praticato anche da persone con disabilità fisiche o visive. L'attrezzatura va adattata all'abilità funzionale dello sportivo, che può utilizzare normali sci da fondo, una slitta montata su sci o protesi ortopediche a seconda dei casi. Le persone affette da cecità o ipovisione possono sciare accompagnate da una guida che li precede sulla pista dando loro indicazioni sul percorso da seguire.
L'attività agonistica internazionale è organizzata dall'International Paralympic Nordic Skiing Committee (IPNSC), il comitato paralimpico internazionale per lo sci nordico, che si occupa anche del biathlon paralimpico. Per le principali competizioni vale il regolamento della Federazione Internazionale Sci (FIS) integrato da apposite disposizioni dettate dall'IPNSC. Le competizioni si svolgono su varie distanze, che vanno da 2,5 km a 20 km, sia in tecnica classica sia in tecnica libera. Gli sciatori sono divisi in categorie in base al tipo e al grado di disabilità.

## Classificazione
La classificazione utilizzata dall'International Paralympic Committee (IPC), il Comitato Paralimpico Internazionale, distingue gli sportivi dello sci nordico in tre gruppi principali in base al tipo di disabilità, con un'ulteriore suddivisione per grado di disabilità:
- disabili visivi (visually impaired)
  - B1 ciechi totali
  - B2 ipovedenti gravi
  - B3 ipovedenti lievi
- in piedi (standing)
  - LW2 amputazione sopra al ginocchio o disabilità equivalente
  - LW3 disabilità ad entrambi gli arti inferiori
  - LW4 amputazione sotto al ginocchio o disabilità equivalente
  - LW5/7 sciatori senza bastoncini
  - LW6 amputazione sopra al gomito o disabilità equivalente
  - LW8 amputazione sotto al gomito o disabilità equivalente
  - LW9 altre disabilità agli arti
- seduti (sitting)
  - LW10 disabilità agli arti inferiori senza equilibrio funzionale da seduti
  - LW10,5 disabilità agli arti inferiori con minimo equilibrio funzionale da seduti
  - LW11 disabilità agli arti inferiori con discreto equilibrio funzionale da seduti
  - LW11,5 disabilità agli arti inferiori con più che discreto equilibrio funzionale da seduti
  - LW12 disabilità agli arti inferiori con buon equilibrio funzionale da seduti

I disabili visivi utilizzano la normale attrezzatura da sci di fondo e gareggiano accompagnati da una guida.
Nel gruppo "in piedi" sono compresi gli sciatori con disabilità fisiche che sono comunque in grado di utilizzare due sci, anche con l'uso di protesi. Le persone con disabilità agli arti superiori sciano senza bastoncini, o con un bastoncino solo.
Nel gruppo "seduti" sono compresi gli sciatori che non sono in grado di reggersi su due sci. Per sciare usano uno slittino chiamato anche sit-ski, costituito da un sedile montato su due sci da fondo.
A livello agonistico, il grado di disabilità è determinato da appositi classificatori sportivi autorizzati.

## Tabella percentuale della compensazione del tempo
A seconda del diverso grado di disabilità il tempo impiegato da ogni atleta viene ridotto secondo una "adjusted time formula" che viene stilata ogni biennio. Il tempo degli atleti B3 e LW12 non viene ridotto (cioè viene calcolato al 100%). Per il biennio 2008-2010 è in vigore la seguente tabella
| Classe | Tecnica classica | Tecnica libera |
| ------ | ---------------- | -------------- |
| B1     | 87%              | 85%            |
| B2     | 98%              | 98%            |
| B3     | 100%             | 100%           |
| LW2    | 91-93%           | 86-91%         |
| LW3    | 87-94%           | 80-96%         |
| LW4    | 96%              | 96%            |
| LW5/7  | 79%              | 87%            |
| LW6    | 91%              | 96%            |
| LW8    | 92%              | 97%            |
| LW9    | 85-95%           | 82-96%         |
| LW10   | 86%              |                |
| LW10.5 | 91%              |                |
| LW11   | 94%              |                |
| LW11.5 | 98%              |                |
| LW12   | 100%             |                |

Ad esempio nella 10 km sitting di Torino 2006 la medaglia d'argento andò al russo Sergej Shilov (LW10) che pure aveva realizzato un tempo effettivo più alto (31:14.60 contro 29:52.20) rispetto all'ucraino Iurii Kostiuk (LW10.5), classificato al terzo posto, poiché il russo ha potuto usufruire di una riduzione del 14% del tempo, contro il 9% concesso al rivale (corretti rispettivamente in 26:52.10 e 27:52.90 vedi tabella).

## Gare
Nelle competizioni di sci di fondo paralimpico esistono quattro tipologie di gara:
- individuale su distanza breve (2,5 km per la categoria "seduti" femminile, 5 km per tutte le altre categorie)
- individuale su distanza media (5 km per la categoria "seduti" femminile 10 km per tutte le altre categorie)
- individuale su distanza lunga (10 km per la categoria "seduti" femminile, 15 km per le altre categorie femminili e per la categoria "seduti" maschile, 20 km per le restanti categorie maschili)
- staffetta

Gli sciatori con disabilità visive e "in piedi" gareggiano sia in tecnica classica sia in tecnica libera. Per gli atleti "seduti", che gareggiano sullo sit-ski, non c'è differenziazione sulla tecnica, che è assimilabile a quella classica.
Nelle gare individuali la partenza avviene ad intervalli. Primo a partire è il gruppo dei "seduti", poi quello dei disabili visivi, infine i fondisti "in piedi"; all'interno di ogni gruppo, l'ordine di partenza dei singoli sciatori è estratto a sorte. A parità di classificazione, vince il concorrente che ha completato il percorso nel minor tempo. Se una o più classi sono accorpate assieme, i tempi vengono mediati con un fattore di conversione per tenere conto della diversa classificazione dei concorrenti.
La staffetta è una gara a squadre di tre componenti ciascuna, con partenza in linea per gli atleti della prima frazione. Per donne e uomini valgono regole diverse per la composizione della staffetta e le distanze da percorrere nei tre segmenti:
- la staffetta femminile prevede tre frazioni di uguale lunghezza (2,5 km), due a tecnica classica e una a tecnica libera. Almeno una delle tre staffettiste deve appartenere al gruppo 1 (che raggruppa le classi B1, LW3, LW5/7, LW10).
- la staffetta maschile è composta da una prima frazione di 3,5 km per sciatore seduto, una seconda frazione di 5 km a tecnica classica per sciatore in piedi o disabile visivo, e una terza frazione di 5 km a tecnica libera per sciatore in piedi o disabile visivo.

## Storia
Nel 1976 si disputarono a Örnsköldsvik in Svezia i I Giochi paralimpici invernali. Nel programma furono incluse gare di sci di fondo maschili e femminili. Inizialmente tutti sciavano a tecnica classica, ma a partire dai III Giochi paralimpici invernali di Innsbruck 1984 alcuni atleti cominciarono ad usare la tecnica libera. Da allora vennero introdotte gare separate per le due tecniche, ma solo nel 1992 ad Albertville furono assegnate le prime medaglie paralimpiche per la tecnica libera.
L'attività agonistica internazionale è organizzata dall'International Paralympic Nordic Skiing Committee (IPNSC), che fa capo all'International Paralympic Committee (IPC), il Comitato Paralimpico Internazionale, istituito nel 1989.
In Italia l'attività agonistica è organizzata dal Dipartimento Sport Invernali del Comitato Italiano Paralimpico (CIP).